# Gaserans
Gaserans és un poble del municipi de Sant Feliu de Buixalleu a la comarca de la Selva, al marge dret de la riera d'Arbúcies. La població creix: al cens de 2006 tenia 317 habitants, el 2018 ja eren 454. Està centrada per l'església de Sant Llorenç del segle xi, antigament una possessió del monestir de Breda.
A l'abril se celebra la Festa del Roser amb una marxa popular i un aperitu.
Gaserans formava part de la Batllia de n'Orri (Vescomtat de Cabrera) a principis del Segle XIX. Amb la fi del règim senyorial, es va incorporar a l'ajuntament de Sant Feliu de Buixalleu juntament amb Grions.